# فرودگاه یاکوتت
فرودگاه یاکوتت  (به انگلیسی: Yakutat Airport)  یک فرودگاه همگانی باربری با کد یاتا YAK است که یک باند فرود آسفالت دارد و طول باند آن ۲۳۶۱ متر است. این فرودگاه در  کشور ایالات متحده آمریکا قرار دارد و در ارتفاع ۱۰ متری از سطح دریا واقع شده است.